# Erkan Mumcu
Erkan Mumcu (* 1. Mai 1963 in Isparta, Türkei) ist ein türkischer Politiker; er war in den Jahren von 2005 bis 2008 der Vorsitzende der Mutterlandspartei (ANAP).

## Biografie
Mumcu studierte Jura an der Universität Istanbul. Er wurde 1995 Mitglied der Mutterlandspartei. Als Abgeordneter von Isparta wurde er in die Große Nationalversammlung gewählt. Im Parlament war er im Untersuchungs-, Justiz- und Verfassungsausschuss als Vertreter der ANAP tätig. Mumcu übernahm innerhalb der Partei Führungspositionen als Berater des Vorsitzenden (1997–1998), als Generalsekretär (1997–1998) und schließlich als Vizepräsident (1998–1999). 1999 wurde er Tourismusminister.
Als er am 21. Mai 2002 den Parteivorsitzenden Mesut Yilmaz scharf kritisierte, wurde er von Yilmaz seines Amtes enthoben. Er verließ die Partei und trat der neu gegründeten Gerechtigkeits- und Aufschwungpartei (AKP) bei. In den Wahlen vom 3. November 2002 gelang es ihm, noch einmal ins Parlament gewählt zu werden. Er wurde zuerst Bildungsminister im Kabinett Gül, dann noch einmal Tourismusminister. Am 15. Februar 2005 trat er aus der AKP aus und kehrte wieder in die ANAP zurück, die in den Wahlen von 2002 die größte Niederlage ihrer Geschichte erlebt hatte. Mumcu wurde am 2. April 2005 vom 4. Außerordentlichen Parteitag als Vorsitzender gewählt.
Nachdem der Fusionsversuch der ANAP mit der Partei des Rechten Weges (DYP) kurz vor den Wahlen von 2007 wegen des Rückkehrsplans von Mesut Yilmaz in die Politik gescheitert worden war, kandidierte Mumcu wieder als ANAP-Kandidat in Isparta. Da die Partei mit 5,12 % an der 10 %-Hürde scheiterte, blieb Mumcu nur die Opposition außerhalb des Parlaments.